# Acide polylactique
L'acide polylactique (anglais : polylactic acid, abrégé en PLA) est un polymère biodégradable en compostage industriel (à une température supérieure à 60 °C).
Homopolymère biosourcé, le PLA peut être obtenu à partir d'amidon de maïs, ce qui en fait la première alternative naturelle au polyéthylène (le terme de bioplastique est utilisé). En effet, le PLA est un produit résultant de la fermentation des sucres ou de l'amidon sous l'effet de bactéries synthétisant l'acide lactique. Dans un second temps, l'acide lactique est polymérisé par un nouveau procédé de fermentation, pour devenir de l'acide polylactique. Ce procédé conduit à des polymères avec des masses molaires relativement faibles. Afin de produire un PLA avec des masses molaires plus élevées, le PLA produit par condensation de l'acide lactique est dépolymérisé, produisant du lactide (en), qui est à son tour polymérisé par ouverture de cycle.

Synthèse de polylactide.

Le PLA est donc l’un de ces polymères, dans lequel les longues molécules filiformes sont construites par la réaction d’un groupe acide d’une molécule d’acide lactique sur le groupe hydroxyle d’une autre pour donner une jonction ester. Dans le corps, la réaction se fait en sens inverse et l’acide lactique ainsi libéré est incorporé dans le processus métabolique normal. On obtient un polymère plus résistant en utilisant l’acide glycolique, soit seul, soit combiné à l’acide lactique.

## Utilisation
- Il est utilisé dans l'emballage alimentaire (œufs, eau minérale, fruits et légumes, etc.), pour remplacer les sacs et cabas en plastiques jusqu'ici distribués dans les commerces, ou dans la fabrication de très nombreux objets injectés, extrudés ou thermoformés.
- Il est utilisé en chirurgie où les sutures sont réalisées avec des polymères biodégradables qui sont décomposés par réaction avec l’eau ou sous l’action d’enzymes.
- Il est également utilisé pour les nouveaux essais de stent biodégradable.
- C'est l'un des principaux matériaux utilisés par les imprimantes 3D, avant le PETG ou le nylon.

## Synthèse
Deux principales méthodes de synthèse utilisé pour obtenir le PLA : la polycondensation ou la polymérisation par ouverture de cycle (ROP en anglais). Deux monomères sont utilisés : l’acide (L)-lactique (LLA) et l'acide (D)-lactique (DLA).

### Polycondensation directe

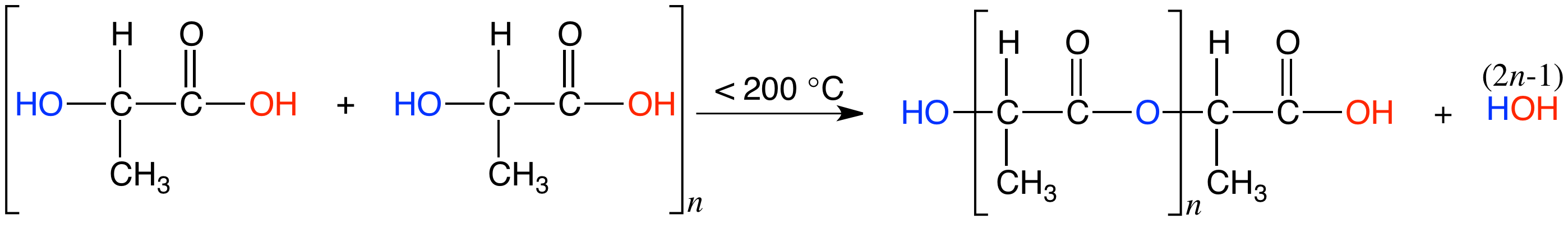
Synthèse directe du PLA.

Chimiquement, la polymérisation de l’acide lactique se fait par la réaction de l’alcool sur l’acide carboxylique, formant un sous-produit, l’eau. La réaction a lieu en trois étapes :
1. distillation de l’eau résiduelle contenue dans l’acide lactique ;
2. réaction d'estérification et formation d’oligomères de PLA ;
3. polycondensation sous atmosphère inerte à pression réduite afin d’éliminer le sous-produit formé, l’eau, qui favorise les transferts de chaînes (réaction de transestérification) conduisant à des polymères de faibles masses molaire.

### Polymérisation par ouverture de cycle

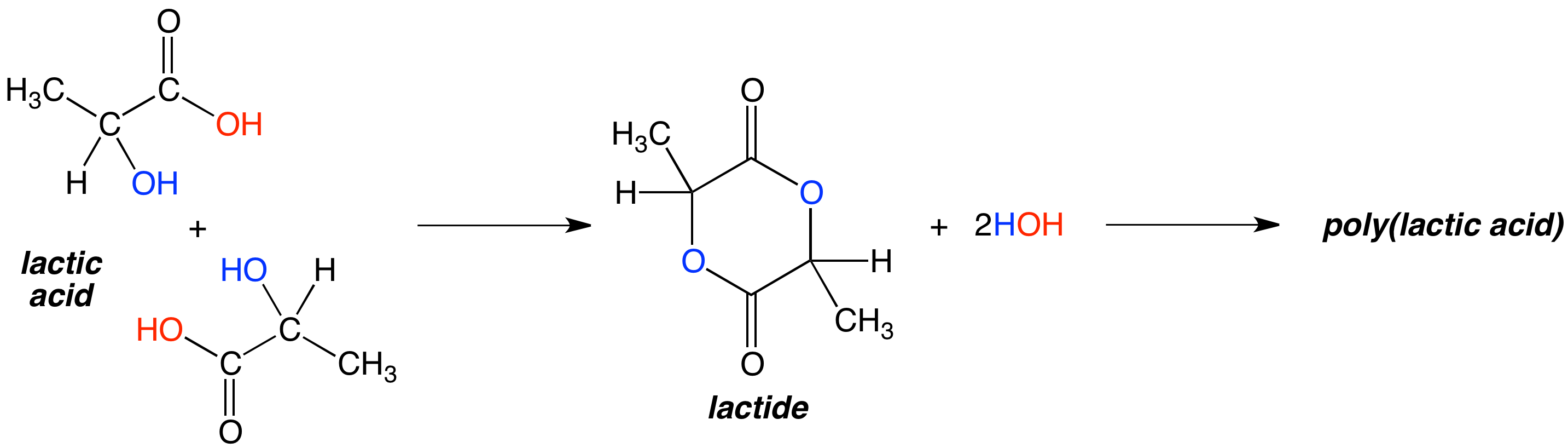
Synthèse du PLA : méthode par ouverture du cycle du lactide.

C’est la méthode la plus utilisée industriellement, elle produit du PLA de masses molaires élevées. La synthèse se passe en trois étapes :
1. polycondensation : formation d’oligomères de PLA ;
2. formation du lactide par dépolymérisation des oligomères de PLA ;
3. polymérisation du PLA par ouverture de cycle du lactide.

## Propriétés

Autres plastiques.

Le PLA commercial est un copolymère de PDLLA obtenu par la polymérisation du LLA et DLA. De nombreuses propriétés du PLA sont contrôlées par la proportion de LLA et DLA présents dans le polymère.
Le PLA est un polymère ayant des caractéristiques de résistance au feu assez mauvaises. Des recherches sont menées actuellement afin de trouver un additif viable tel que la lignine augmentant les propriétés de celui-ci.[réf. nécessaire]

### Configurations
Le PLA est un polymère chiral contenant des carbones asymétriques. Deux isomères, l’acide (L)-lactique et (D)-lactique, sont utilisés dans la synthèse du PLA. La présence de ces centres stéréoisomères conduit à deux types de structures : isotactique et syndiotactique. Un polymère isotactique possède ces substituants du même côté du plan de symétrie tandis qu’un polymère syndiotactique possède ces substituants alternés l’un par rapport à l’autre du plan. La chaîne stéréochimique du PLA influence fortement les propriétés physiques et mécaniques du matériau.

### Propriétés thermiques
Le PLA peut être soit amorphe, soit semi-cristallin selon sa structure stéréochimique. La polymérisation racémique du DLA et du LLA conduit à la formation d’un PDLLA amorphe.
Les polymères contenant exclusivement soit l’acide (L)-lactique (PLLA), soit l'acide (D)-lactique (PDLA) sont semi-cristallins avec une température de transition vitreuse (Tv) d’environ 60 °C et une température de fusion (Tf) de 175 °C.
Le PLLA peut cristalliser sous deux formes (α, β), qui correspondent aux températures de fusion Tf suivantes : 185 °C, la forme la plus stable, et 175 °C pour les formes α et β respectivement.

### Propriétés mécaniques
Le PLA semi-cristallin a un module de Young compris entre 3 et 3,5 GPa, une résistance à la traction comprise entre 50 et 70 MPa, un allongement à la rupture variant de 2 à 10 %, une résistance à la flexion de 1 000 MPa et un module de flexion de 4 000 à 5 000 MPa.
En impression 3D, les filaments en PLA absorbent l'humidité de l'air ambiant et peuvent devenir très cassants à la flexion, au point de ne plus pouvoir être utilisés dans la machine. Un séchage entre 40 et 50 °C pendant quelques heures peut remédier au problème. Il existe maintenant des boitiers chauffants ventilés conçus pour cet usage.

## Commerce
En 2014, la France est nette importatrice d'acide polylactique, d'après les douanes françaises. Le prix moyen à la tonne à l'import était de 2 900 €.

## Biodégradabilité et recyclabilité
Le PLA est souvent présenté par les industriels comme « verts », « écologique » ou « biodégradable » sans plus de précision.
En réalité, le PLA est très peu sensible à l'eau, même salée, ainsi qu'aux conditions standard de compostage. En pratique, les conditions enzymatiques pour que le PLA se dégrade sont quasiment inexistante à l'état naturel, et, associé à la très bonne stabilité du PLA face à l'eau, fait que le PLA n'est absolument pas biodégradable à des échelles de temps raisonnables,.
Il est nécessaire d'obtenir des conditions spécifiques d'humidité, de niveau d'oxygène et de température (au moins 60°C) pour amorcer les phénomènes permettant la biodégradabilité du PLA, même ainsi il faut environ 6 mois pour une dégradation totale de ce plastique.
Par contre le PLA est relativement « facile » à recycler et il est même possible d'obtenir de nouveaux filaments pour imprimantes 3D (l'usage principal du PLA) à partir de déchets de PLA grâce à de simple systèmes de recyclage « maison ».
Toutefois, sa recyclabilité facile en amateur pose de véritables problèmes sur le versant industriels car le processus de recyclage est très différents des autres plastiques et peut même compromettre le processus de recyclage des autres plastiques. De fait, la plupart des industriels du recyclage se contentent de séparer le PLA des autres plastiques, de le bruler ou de l'envoyer vers des décharges.